# Xilosa
La xilosa también llamada azúcar de madera es una aldopentosa - un monosacárido que contiene cinco átomos de carbono y que contiene un grupo funcional aldehído- que tiene un isómero funcional que es la xilulosa. 
Tiene forma de pirano (hexágono) y se encuentra ampliamente distribuida en distintas materias vegetales: madera (cerezo), paja, etc. También se puede encontrar en los tejidos conectores como en el páncreas o el hígado. Su función es principalmente alimenticia pero también se utiliza para hacer pruebas de la absorción intestinal. 
Es uno de los ocho azúcares que son esenciales para la nutrición humana y entre estos azúcares encontramos la galactosa, la glucosa, la manosa, la N-acetilglucosaminíco, N-acetilgalactosamínico, la fructosa y el ácido siálico.